# کاپرونی سی‌ای.۱۸
کاپرونی سی‌ای. ۱۸ (به انگلیسی: Caproni_Ca.18) یک هواگرد ملخ‌پیشین تک‌موتوره از نوع شناسایی ساخت شرکت Caproni است. هواگرد کاپرونی سی‌ای. ۱۸ نخستین پروازش را در ۱۹۱۳ میلادی انجام داد. این هواگرد در سال ۱۹۱۵ میلادی رسماً معرفی گردید.
طراح این هواگرد، Gianni Caproni بود.